# براد سميث (لاعب كرة قدم كندية)
براد سميث هو لاعب كرة قدم كندية كندي، ولد في 10 فبراير 1983 في هدسون في كندا.